# Vladimiro Schettina
Vladimiro Schettina (né à Asuncion le 8 octobre 1955) est un footballeur international paraguayen qui a évolué pendant toute sa carrière au poste de défenseur.

## Biographie
Il effectue toute sa carrière au Club Guarani.
Il est sélectionné à 26 reprises en équipe nationale et inscrit 2 buts.
Il obtient sa première cape le 17 mai 1979 lors d'un match amical contre le Brésil (défaite 6-0).
Il participe à la Coupe du monde de 1986 au Mexique avec le Paraguay.

## Palmarès
- Champion du Paraguay en 1984 avec le Club Guarani